# Bataille de Tien-Tsin
Révolte des Boxers
Batailles
m
- Temple Senluo (en)
- Légations de Pékin (en)
- 1re intervention (en)
- Langfang (en)
- Forts de Taku
- Massacre de Blagovechtchensk
- Massacre de Taiyuan (en)
- Tianjin
- Beicang (en)
- 2e intervention (en)
- Yangcun (en)
- Pékin
- Beitang (en)
- Shanhaiguan (en)
- Mandchourie

À Tianjin (alors orthographié Tien-Tsin en France), pendant la révolte des Boxers, l'armée chinoise et les Boxers tentent de détruire la « colonne Seymour » et veulent s'emparer des concessions étrangères.

## Situation
Le 7 juin 1900, des troupes de Boxers commencèrent à arriver en masse à Pékin. La sécurité de la capitale était désormais assurée par le Prince Duan avec les forces armées impériales mais elles n'intervinrent pas pour les arrêter. Dans les jours suivants, près de 450 hommes de troupes occidentales pénétrèrent dans la capitale chinoise pour protéger les délégations étrangères. La révolte atteignit son paroxysme : Les insurgés étaient désormais soutenus ouvertement par des éléments du pouvoir et changèrent leur slogan en « Soutenons les Qing, détruisons les étrangers ».
Dès le 10 juin cependant, un corps expéditionnaire avait été constitué, sous le commandement du vice-amiral britannique Lord Seymour, à la tête d'une petite armée de 2 100 hommes environ pour aller secourir les délégations.
Le 16 et 17 juin, les Alliés remportent la seconde bataille des forts de Taku, ce qui provoque l'attaque de la colonne Seymour par les militaires de l'armée régulière chinoise. Face à une forte opposition, il est contraint de se replier sur Tien-Tsin le 22 juin.
Le 23 juin, la colonne internationale commandée par le général Stessel se bat devant l'arsenal de Tien-Tsin. (Le capitaine Guillaumat commandant les troupes françaises de la concession est blessé).
Les Alliés organisent la défense de Tien-Tsin, sans avoir un sentiment d'urgence, car ils croient, sur de faux rapports, que tous les habitants des légations de Pékin ont été massacrés.

## Forces de l'Alliance
Pour l'attaque, les troupes forment deux groupes:
- 1er groupe sur la rive gauche
  - Empire de Russie : (3000 Russes environ), régiments Schirinski, Anisimow et Antukow
  - Empire allemand : Deux compagnies
  - France : 12e batterie de l'Artillerie coloniale (Capitaine Joseph) équipée de 80 de montagne[3]
- 2e groupe sur la rive droite
  - Français : 2 bataillons (dont un dans les concessions et la gare), 1 batterie (13e batterie de montagne du Capitaine Julien).
  - Japonais : 2 bataillons, 3 batteries (2000 hommes)
  - Américains : un bataillon du 9th Infantry Regiment , 1 batterie (900 hommes)
  - Anglais : un bataillon du Royal Welch Fusiliers (800 hommes)

## Déroulement
- 30 juin - Débarquement à Takou d'un premier bataillon d'infanterie coloniale (bataillon Feldmann du 11e RIC) et de la 12e batterie d'artillerie (800 h) sous les ordres du Lieutenant-Colonel Ytasse.
- 1er juillet - Défense de la concession française
- 10 juillet - Dégagement de la gare par les marsouins du Cdt Brenot (9e RIC) et les Japonais
- 12 juillet - Conseil de guerre présidé par l’amiral russe Alekseïev :

- Le 1er groupe opérera un mouvement tournant sur le nord-est du camp chinois, et, après avoir enlevé les fortins de la rive gauche entre le Peï-Ho et l’Ou-Taï, essayera de couper la retraite aux Chinois sur la route de Pékin.

- Le 2e groupe sera réparti en trois colonnes, qui manœuvreront sur le Sud et l’Ouest de la ville, enlèveront l’arsenal de l’Ouest, la cité murée, et en traversant la ville au pont du Yamen du vice-roi, iront par le Centre et par l’Ouest donner la main aux Russes, à la sortie Nord de Tien-Tsin, sur la route de Pékin.
- 13 juillet
  - 8 h - Attaque des portes par les bataillons Feldmann du 11e RIC et Bouet côte à côte avec les Japonais. Côté russe, la 12e batterie française, fait sauter la grande poudrière du principal fort chinois.
  - 10 h - Avance bloquée à 500 m des murs (les Japonais ont perdu 400 hommes, les Français 115) mais les Russes du colonel Antukow occupent les faubourgs, ceux d’Anissimov (ru) et de Schirinski tiennent les forts, le mur d’enceinte et se disposent à longer la voie ferrée pour se porter sur l’arsenal de Sikou. Les Anglais engagés sur la digue occupent les faubourgs de l’arsenal avec les Japonais. Les Américains ayant quitté leur position d’attente prolongent à droite la ligne franco-japonaise. Une manœuvre malheureuse sous le feu violent des Chinois leur coûta des pertes sensibles en hommes et en chevaux, dont le Colonel Emerson H. Liscum, blessé mortellement.
  - 17 h - Arrêt des attaques, les munitions et l'artillerie lourde manquent. Les Japonais se procurent le nécessaire pour faire sauter la porte du sud, le 14 juillet au petit jour.
- 14 juillet
  - Les Japonais ayant fait sauter la porte du sud, les troupes françaises et japonaises s’engagent dans la cité murée et occupent respectivement le secteur nord-ouest et le secteur nord-est.
  - À leur suite, les Anglais et les Américains s'installent, les uns au sud-ouest, les autres au sud-est.
  - Les Russes s’emparent des derniers forts de la rive gauche et poussent jusqu’à l’arsenal de Sikou, dont ils s’emparent dans l’après-midi.

## Conséquences

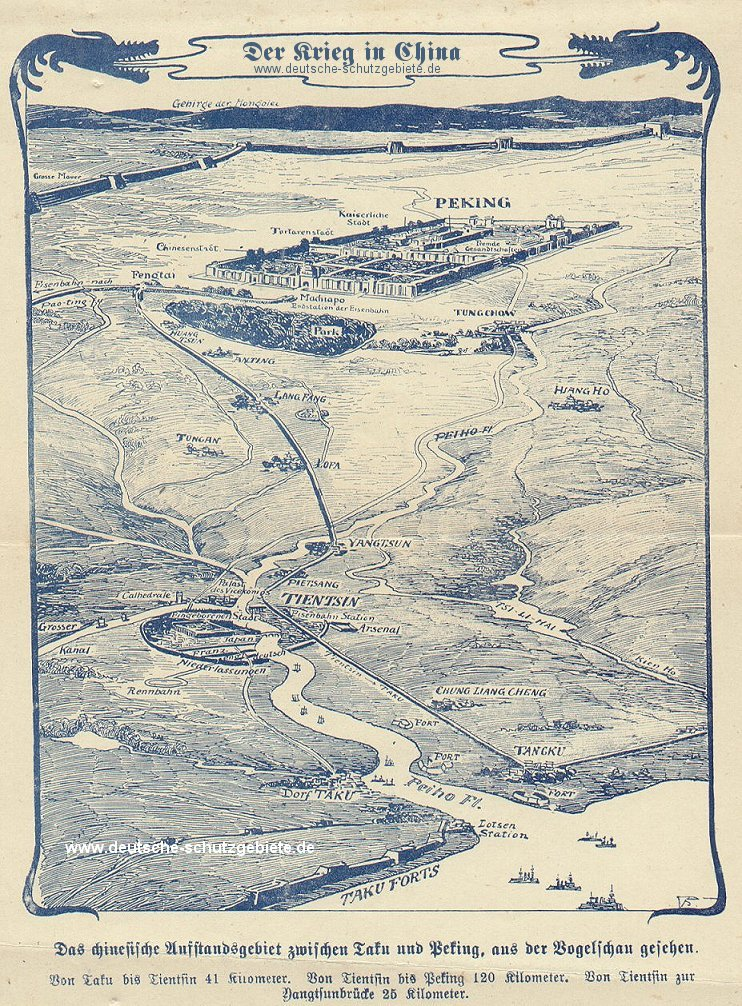
Vue cavalière du théâtre des opérations du corps expéditionnaire des Huit Puissances.
Légende: De Taku à Tientsin 41 km, de Tientsin à Pékin 120 km, de Tientsin au pont de Yangtsun 25 kilomètres.

Début août, l'annonce par un messager de la survie des concessions de Pékin, et de l'urgence à leur porter secours, constitue une forte surprise. Mais ce n'est que le 4 ou 5 août que les Alliés décident de se remettre en marche avec une armée de 20 000 hommes (après trois semaines de retard et l'arrivée de renforts) pour aller secourir les légations assiégées. Cette force importante permet à son commandant, le général britannique Sir Alfred Gaselee (en), de marcher sur Pékin, le long du Peï-Ho.
Un premier combat fut livré à Peï-Tsang (en) le 5 août, forte position enlevée par les Japonais. Après le combat, les Allemands, les Autrichiens et les Italiens revinrent à Tien-Tsin ; les Français (800 hommes du général Frey), les Anglais, les Américains, les Russes et les Japonais poursuivent leur marche. À Yang Tsun (en) le 6 août, 1500 Chinois sont délogés de leur retranchement après quatre heures de combat coûtant aux Alliés 450 tués et blessés. La colonne libère Pékin le 14 août (bataille de Pékin), non sans avoir dû livrer une nouvelle bataille à Tongzhou le 12 août. Les légations sont libérées après l'épisode dit des 55 jours de Pékin.

## Décoration
TIEN-TSIN 1900 est inscrit sur le drapeau des régiments français cités lors de cette bataille.